# Joseph-Balthazar Gibert
Pour les articles homonymes, voir Joseph Gibert.
Joseph-Balthazar Gibert (1711, Aix-en-Provence - 14 novembre 1771, Paris), est un philologue français.

## Biographie
Neveu de Balthazar Gibert, il est élu membre de l'Académie des inscriptions et belles-lettres en 1746.
Secrétaire des pairs de France, il est le père de Jean-Louis Gibert des Molières.

## Œuvres
- Dissertation sur l'histoire de Judith, Paris, 1739
- Lettres à M. Fréret sur l'histoire ancienne, 1741
- Mémoires pour servir à l'histoire des Gaules et de la France, 1744
- Mémoire sur le passage de la mer Rouge, 1755
- Tableau des mesures itinéraires des anciens, 1756
- Recherches sur les cours qui exerçaient la justice de nos rois, 1763
- Mémoire sur les rangs et les honneurs de la cour, 1770